# Spiradiclis villosa
Spiradiclis villosa là một loài thực vật có hoa trong họ Thiến thảo. Loài này được X.X.Chen & W.L.Sha miêu tả khoa học đầu tiên năm 1991.